# Cunina becki
Cunina becki is een hydroïdpoliep uit de familie Cuninidae. De poliep komt uit het geslacht Cunina. Cunina becki werd in 1985 voor het eerst wetenschappelijk beschreven door Bouillon. 